# Денис Ројл
Денис Ројл (  — Марктредвиц, 29. јун 1989) професионални је немачки хокејаш на леду који игра на позицији одбрамбеног играча.
Члан је сениорске репрезентације Немачке за коју је на међународној сцени дебитовао на светском првенству 2011. године. 
Ројл је учествовао на улазном драфту НХЛ лиге 2007. где га је као 130. пика у петој рунди одабрала екипа Бостон бруинса (упркос томе Ројл никада није заиграо у најјачој хокејашкој лиги на свету). Од 2009. године игра у дресу екипе Адлера из Манхајма у немачкој лиги. Са екипом Адлера освојио је титулу првака Немачке у сезони 2014/15.